# Leptopogon superciliaris
O Leptopogon superciliaris ou papa-moscas cinzento é uma espécie de ave neotropical cujo alcance se estende da Costa Rica à Venezuela e Bolívia. 